# Rhipidoglossum magnicalcar
Rhipidoglossum magnicalcar är en orkidéart som beskrevs av Dariusz Lucjan Szlachetko och Tomasz Sebastian Olszewski. Rhipidoglossum magnicalcar ingår i släktet Rhipidoglossum och familjen orkidéer.
Artens utbredningsområde är Gabon. Inga underarter finns listade i Catalogue of Life.